# Partit Republicà Federal de Mallorca
El Partit Republicà Federal de Mallorca va ser una formació política republicana de Mallorca apareguda el 1868 i que sota diverses formes arribà fins a 1936.

## Els republicans en el Sexenni Democràtic (1868-1874)
L'aparició del republicanisme federal a Mallorca es documenta el 1868 a Palma quan participaren en la Junta Provisional i després Revolucionària de la Revolució de 1868. El seu origen sembla que el comparteix amb la resta de l'estat als agrupar elements de l'antic Partit Demòcrata.
Les seves bases a Ciutat eren sobretot classes populars d'obrers i menestrals, en canvi a la Part Forana no aconseguiren una implantació important malgra la constitució de comitès a Santanyí, Felanitx, Llucmajor, Manacor, Porreres, Campos i Pollença. Els seus òrgans de difusió eren El Iris del Pueblo i El Trueno.
El republicanisme-federal de Mallorca ben prest entrà en contacte amb elements de Catalunya sobretot a través de la mediació de Josep Guarro. Aquesta relació culminà amb el Pacte de Tortosa (1869) i un any després la formació passà a anomenar-se Partit Republicà Federal de l'Estat Balear. La seva base ideològica pivotava entre l'anticlericalisme, el federalisme i una visió del centralisme com un element conservador.
El primer gran èxit dels republicans va ser el control de l'ajuntament de Palma entre 1869 i 1873. En aquest període intentaren portar a terme el seu programa de reforma especialment favorable a un ensenyament laic, el restabliment d'alguns impostos de consum, la formació de mílicies ciutadanes i l'afavoriment d'obres públiques. La voluntat de canvi fou greument perjudicada per dèficit històric de municipi, una epidèmia de febre groga (1870) i els entrebancs que hi posava la Diputació Provincial i el Govern Civil que eren controlats per grups polítics contraris.
EL PRF assolí representació a les Corts espanyoles quan pactaren amb l'ala més esquerrana de Marià de Quintana, anomenat grup zorrillista, el 1872. A les eleccions legislatives de la Primera República (1873) obtingueren un èxit amb 5 diputats.

## La reorganització sota el Canovisme (1874-1898)
El fracàs de l'intent republicà deixà molt ferit el moviment a Mallorca. A partir de 1881 i fins a 1886 es reconfiguraren els republicans mallorquins en tres tendrències: els possibilistes (seguidors de Castelar), els radicals (de Ruiz Zorilla) i els federals (amb Pi i Maragall com a líder).
Els possibilistes i la majoria dels radicals acabaren integrant-se dins el Partit Liberal. Per altra banda els federals d'Antoni Villalonga i Ignasi Vidal romangueren amb els principis del Sexenni Revolucionari.
Aquesta posició els valgué l'apropament de la majoria del republicanisme de Mallorca però també la marginació de les institucions i del joc polític. Aquests impediments obligaren a engrandir la vessant d'activisme social participant en diverses iniciatives com l'Ateneu Balear, la Caixa d'Estalvis i Mont de Pietat de les Balears, l'Escola Mercantil, el Banc Mallorquí, la Lliga de Contribuients o la Unió Obrera Balear.
En el període 1890-1895 s'intentaren alguns coalicions republicanes que intentaven cohesionar les diferents faccions del republicanisme. Els federals de A. Villalonga i Benet Pons, els progressistes de Joan Palou i Josep Rossich), els centralistes i els partidaris de Salmerón (I. Vidal). Aquestes temptatives no assoliren mai l'hegemonia de liberals i conservadors, per això al Jeroni Pou i Magraner fundà el Partit Unió Republicana que agrupà totes les tendències menys un grup federal capitanejat per Villalonga. Aquesta iniciativa reactivà el republicanisme a Palma i a la Part Forana.
En aquesta etapa existien dues publicacions una de federal El Comercio i una de radical El Demócrata.

## La dretanització de la II República (1931-1936)
El 1930 es reorganitzà novament el PRFM i participà en les eleccions municipals de l'abril del 1931. En aquests comicis només aconseguiren les batlies d'Esporles i Montuïri, però la proclamació de la República força a unes noves eleccions a finals del maig que donaren 15 ajuntaments mallorquins entre ells el de Palma. A les eleccions generals del juny anaren coaligats amb el PSOE i obtingueren l'acta de diputats Manuel Azaña, Francesc Julià i Perelló, Alexandre Jaume, Gabriel Alomar i Josep Teodor Canet.
El trencament entre Azaña i Alejandro Lerroux provocà que el PRFM s'alineàs amb les tesis lerrouxistes aliant-se al Partit Republicà Radical. Aquest conflicte provocà una important escissió cap a Acció Republicana de Mallorca. A les eleccions a les Corts espanyoles de 1933 el PRFM es presentà juntament amb candidatures dretanes revalidant l'acta els diputats Julià i Canet.
El 1934 patí un important revés amb la formació d'una altra gran partit republicà, Esquerra Republicana Balear, i a partir de 1935 la crisi de les formacions radicals arrosagaren el Partit cap a la decadència. No presentà candidatura a les eleccions de 1936.